# Skaði

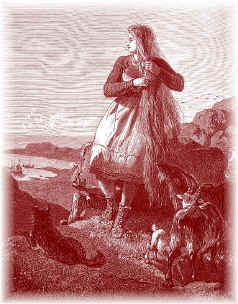
Jessie Skadi, según Lorenz Frølich (pintor danés, 1820-1908).

En la mitología nórdica, Skaði (o Skade) es la diosa del invierno y la cacería con arco. Era hija del gigante Þjazi, y cuando este fue asesinado por los Æsir, Skaði marchó a Asgard en busca de venganza. Temeroso de enfrentar a la diosa del invierno, Odín le ofreció a Skaði poner los ojos de su padre como estrellas y desposar un dios. La única condición impuesta fue que debía elegir compañero con sólo ver los pies de los candidatos. Ella esperaba elegir a Baldr, pero erró el tiro y escogió a Njörðr, un dios del mar. No estaban hechos el uno para el otro y, finalmente, se separaron. Hay quien afirma que se casó con Ullr, dios de los patines de nieve y el tiro con arco. 
.
De acuerdo a una etimología popular muy difundida, suele aseverarse que el nombre de "Escandinavia" deriva Skaði (algo así como "Tierra de Skaði"), directamente del proto-germánico o de un préstamo saami (sámi o "lapón"). La etimología que se cree más correcta, sin embargo, establece que Skaði y Escandinavia/Escania ("Skandinavien/Skåne") no derivan uno del otro pero sí provienen de la misma raíz proto-indoeuropea: *ska-, *sak-, o *skad/skid- que significan "cortar, dividir en dos, herir, dañar, lastimar", y por extensión "dañino, peligroso". Entre las palabras modernas relacionadas encontramos: "sax" ("tijeras" en sueco), "skada", "schaden" ("herida" en sueco y alemán respectivamente) y "scathe" ("dañar, lastimar" en inglés). Asimismo, la palabra "ski" deriva de la misma raíz. En el caso de Escandinavia, el nombre geográfico deriva de *skáney ("isla/s peligrosa/s", debido a los bancos de arena en Dinamarca y el sur del Báltico).

## Skáldskaparmál
De acuerdo con Skáldskaparmál, cuando el gigante Þjazi fue muerto por los dioses luego que este raptara a Iðunn, su hija viajó al Asgard con su armadura y sus armas para vengar la muerte de su padre. Los dioses le ofrecieron varias formas de compensación para calmarla, lo primero fue permitirle que eligiera uno de los dioses para tomarlo por esposo, pero la elección debía hacerla mirando solamente los pies de estos. Un par de ellos le resultaron bellos y pensó que pertenecían a Baldr, pero en realidad eran los pies de Njörðr, dios del viento y del mar, y es por esta razón es que un kenningar para Skaði es "novia dios".
Uno de los acuerdos con los dioses fue la aparentemente imposible tarea de hacerla reír. Para ello Loki se ató con una cuerda a la barba de una cabra y comenzaron a tirar cada uno hacia su lado, ambos chillando fuertemente. Luego Loki cayó en el regazo de Skaði y logró hacerla reír. La expiación con ella estaba completa. Como otra señal de buena voluntad, Odín colocó los ojos de Þjazi en el cielo de la noche como estrellas.
A pesar de que Skaði es una gigante, es tradicionalmente considerada como una de los Æsir, al igual que Loki, no solo porque se casó con Njörðr, sino también por los kenningars que la describen como una diosa en varias listas de Ásynjur.

## Gylfaginning
Desafortunadamente las cosas no marcharon bien para Njörðr y Skaði como pareja. De acuerdo con Gylfaginning, Skaði quería vivir en Thrymheim, un reino en las montañas en Jötunheim que pertenecía a su padre, pero Njörðr deseaba quedarse en el mar, en su residencia de Nóatún, por lo que hicieron un acuerdo. Decidieron pasar nueve noches en Thrymheim y otras nueve noches en Nóatún, de forma alternada. Cuando Njörðr regresó a su residencia admitió que no le agradaban las montañas, prefiriendo el canto de los cisnes que los aullidos de los lobos. En cambio, Skaði le explicó que no era capaz de dormir en Nóatún por los chillidos de las gaviotas. Luego se separaron, y Skaði regresó a Thrymheim. Allí ella viajaba con esquís y disparaba con su arco. Por esta razón ella es conocida también como Öndurgud o Öndurdis ("Diosa de las raquetas de nieve").
Luego, cuando Loki fue atado en una cueva como castigo por haber matado a Baldr, fue Skaði quien colocó la serpiente venenosa sobre la cabeza de Loki, goteando veneno en su cara. Esto se repite en el final de la prosa de Lokasenna.

## Grímnismál
En Grímnismál, durante las visiones de Odin de varias moradas de dioses y gigantes, se menciona a Thjazi en la estrofa 11:
"Þrymheim el sexto es llamado
donde Þjazi vivía, el terrible gigante,
pero ahora Skaði, la brillante novia de los dioses,
vive en el antiguo palacio de su padre"

## Skírnismál
En Skírnismál, luego que Freyr se enamora al ver a la gigante Gerd por primera vez, Skaði se pregunta por qué él parece apenado e insta a Skirnir, mensajero y sirviente de Frey, a que hable con él y averigüe cuál es su problema.

## Lokasenna
En Lokasenna, Skaði está presente durante una fiesta en el salón de Æsir y toma parte provocada por las calumnias de Loki, este reprende a Heimdall, Skaði lo defiende y se burla de Loki, diciendo que en el futuro será atado (los dioses tienen el don de la profecía) en una cueva con los intestinos de su hijo. Loki alega que fue él quien asesinó a su padre. Skaði responde que si eso es cierto solo obtendría palabras hirientes de parte de ella, pero Loki le recuerda que ella tenía palabras más dulces al invitarlo a su cama. Este asunto amoroso no se menciona en otras fuentes.

## Hyndluljód
De acuerdo con un grupo de manuscritos interpolados que forman un grupo de estrofas que dan lugar a una Völuspá resumida, en Hyndluljóð, Skaði es la hija del gigante Þjazi.

## Saga Ynglinga
En la saga de los Ynglings, Snorri Sturluson habla de Skaði en términos evemeristas, afirmando que al dejar a Njörðr se casó con Odín y le dio muchos hijos, incluyendo a Sæming, ancestro de una dinastía real y de jarls de Noruega. Es tentador mientras se leen las Eddas asumir que Skaði es la madre de Freyr y Freyja, pero en la saga Ynglinga se relata que eran hijos de Njörðr y su hermana Nerthus, lo cual estaba permitido por las leyes de los Vanir antes de su alianza e integración con los Æsir.

## Teorías
Algunos mitólogos creen que en los primeros tiempos de la mitología nórdica, Skaði era venerada como una diosa de la caza, y era rival de las diosas Frigg y Freyja en términos de importancia y popularidad. No obstante, parece que su importancia fue disminuyendo a medida que progresaban las creencias escandinavas, y poco quedó de ella en la tradición popular.
Es interesante hacer notar que el nombre de Skaði aparece en los más antiguos lugares de Escandinavia.
Su nombre podría significar "daño" o "diosa del infierno".

## Formas familiares
- Skade (interior de Escandinavia)
- Skadhi (transliteración de "Skaði")
- Skadi (transliteración de "Skaði")
- Skathi (transliteración alternativa de "Skaði")